# イオンモール佐久平
イオンモール佐久平（イオンモールさくだいら）は、長野県佐久市に立地し、イオンモール株式会社が開発・運営を行っているモール型ショッピングセンター。

## 概要
1999年（平成11年）4月17日に「イオン佐久平ショッピングセンター」として開業。開業時点では甲信地方最大の店舗面積を有する商業施設であった。
2011年（平成23年）11月21日に現名称に改称された。
2019年（平成31年）に市の区画整理エリアに既存店を拡張する形が検討されていたが転換された
。2015年（平成27年）に地権者の準備組合に対してイオンモール側から「出店申出書」が提出され、地元が計画を検討していた。

## 主なテナント
核店舗のイオン（旧・ジャスコ）佐久平店のほか、約70店の専門店テナントが出店している。
出店テナント全店の一覧・詳細情報は公式サイト「フロアガイド」を、営業時間およびATMを設置する金融機関の詳細は公式サイト「営業時間のお知らせ」を参照。

### 1階
- earth music&ecology natural store
- カメラのキタムラ
- GLOBAL WORK
- SHOO LA RUE
- COMME ÇA ISM
- ペットシティ
- AMO'S STYLE
- 3can4on
- ooPs!
- スターバックス

### 2階
- レストラン街（4店舗）
- フードコート（4店舗）
- namco
- ザ・ダイソー
- 未来屋書店
- 島村楽器
- ASBee
- ヴィレッジヴァンガード
- Right-on
- RecHerie（リシェリエ）
- CIQUETO ikka / CIQUETO LBC market
- さが美
- エステール
- 中央コンタクト
- Honeys
- THE CLOCK HOUSE